# Base aérienne d'Al Minhad
La Base aérienne d'Al Minhad (AITA: NHD, ICAO: OMDM)  est un aéroport militaire situé aux Émirats arabes unis.
L'aéroport est situé à environ 24 km au sud de Dubaï, et sert de base à la Task Force 633, ainsi que de quartier général australien pour les opérations aux moyen-orient.

## Description
L'aéroport dispose d'une piste en dur 09/27 d'une longueur de 3,953 m sur 45 m.

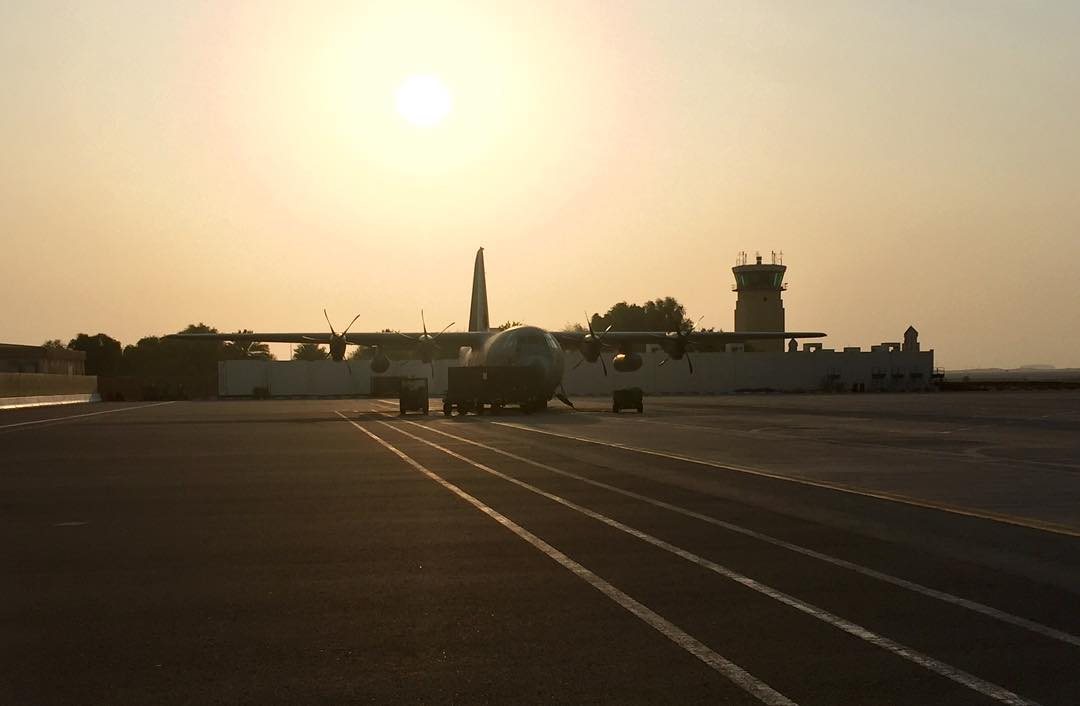
Un Lockheed C-130 à Al Minhad

## Situation
| \| 50 km1:5 270 000 \| Abou Dabi Al-Aïn Al Maktoum Dalma Dubaï Ras el Khaïmah Charjah Al Dhafra Al Minhad Sir Bani Yas Fujaïrah |
| 50 km1:5 270 000 |